# 哈里森維爾 (新澤西州)
哈里森維爾（英語：Harrisonville）是位於美國新澤西州格洛斯特縣的普查規定居民點。

## 人口
根據2020年美國人口普查的數據，哈里森維爾的面積為5.25平方千米，當中陸地面積為5.19平方千米，而水域面積為0.06平方千米。當地共有人口306人，而人口密度為每平方千米58.29人。